# Невшательський трамвай
Невшательський трамвай (фр. Tramway de Neuchâtel) — трамвайна мережа, один із видів громадського транспорту міста Невшатель, Швейцарія.

## Історія
Трамвайна мережа відкрита 16 вересня 1892 року між Евола та Будрі, трафік забезпечували парові трамваї.
24 грудня 1892 року відкрита лінія «Évole — Place Pury — Gare de Neuchâtel (вокзал)». У 1897 році на цьому ж маршруті було запущено електричні трамваї.
У 1898 році введено в експлуатацію трамвайну лінію «Порт — Вокзал». У наступні роки були відкриті наступні маршрути:
| 1899 | Place Pury — Serrières |
| 1901 | Place-Pury — Vauseyon  |
| 1902 | Peseux — Corcelles     |

З 1950-х років розпочалося поступове закриття окремих дільниць. У 1957 році маршрут № 1 було замінено тролейбусною лінією, що працювала з тих пір на маршруті «Сен-Блейз — Клос-де-Серрієр».
На початок ХХІ століття він має лише одну міжміську лінію завдовжки 8,85 км, що прямує через Оверньє та Коломбері до Будрі, і позначена як лінія № 5. Всі міські трамвайні лінії системи були перетворені на тролейбусні, які згодом були  закриті остаточно в 1976 році, залишивши лише міжміський маршрут № 5 (сьогоденна лінія № 215).

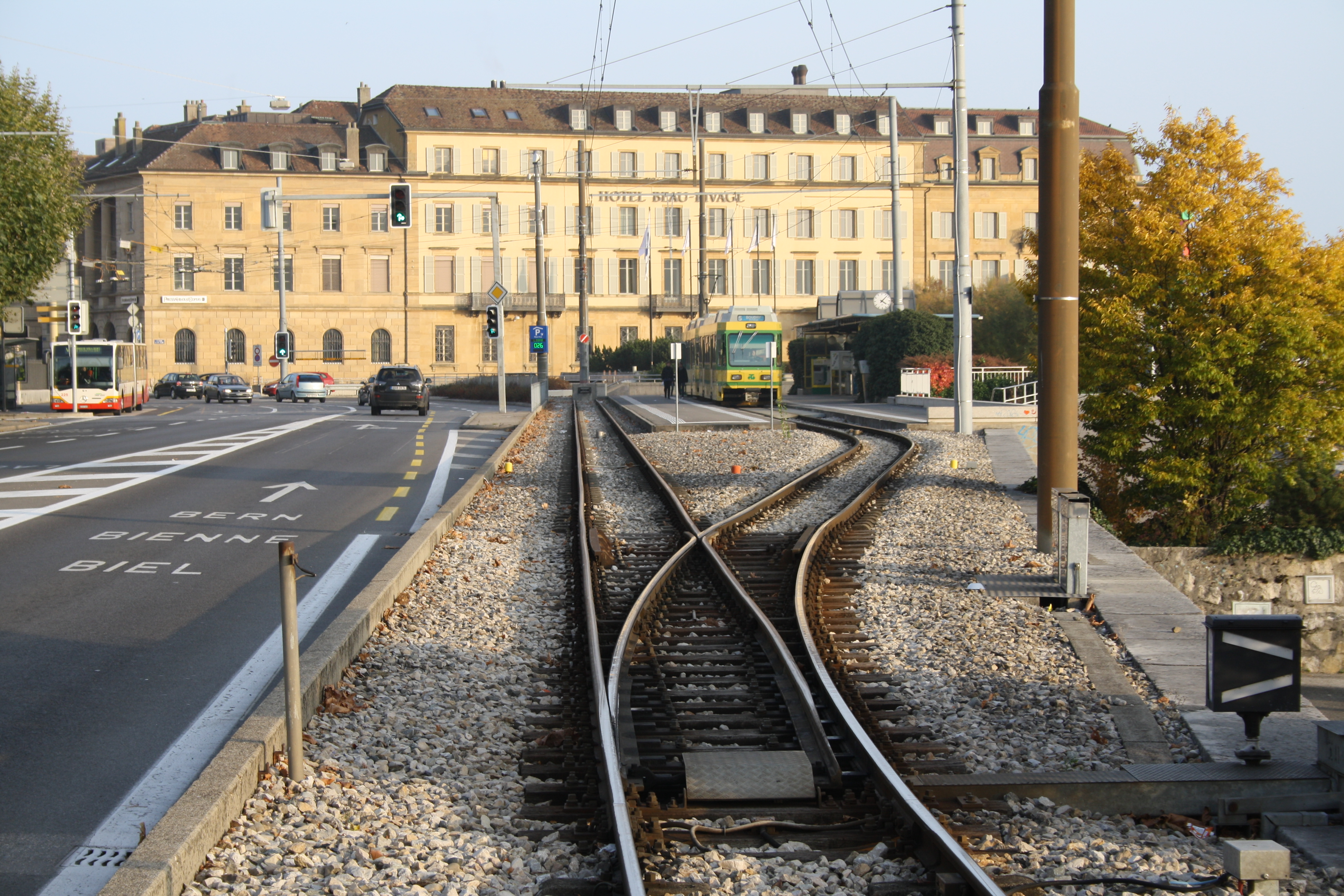
Трамвайна лінія

Трамвайна мережа на 2017 рік Transports en commun de Neuchâtel et environs, що також має під своє орудою три фунікулери, тролейбусні, мережі у Невшатель та Шо-де-Фон, дві вузькоколійні лінії та одну лінію стандартної ширини та міські автобусні лінії.
Станом на 2017 рік в місті Невшатель діє одна приміська одноколійна трамвайна лінія № 5 «Place Pury (Невшатель) — Будрі» (завдовжки 8,9 км).

## Рухомий склад
Станом на середину 2010-х років використовувався такий рухомий склад:
| Тип моделі                                                                     | Кількість |
| ------------------------------------------------------------------------------ | --------- |
| Автомотриси Be 4/4 501 à 504 (1981, SWS/BBC) та Be 4/4 505&506 (1988, SWP/BBC) | 6         |
| Головні вагони Bt 551—554 (1981, SWS/BBC)                                      | 4         |